# سيمين وانجبيرج
سيمين وانجبيري بالأنجليزية Simen Wangberg (من مواليد 6 مايو 1991) هو لاعب كرة قدم نرويجي يلعب كمدافع عن ترومسو في الدوري النرويجي الممتاز.

## النادي
جاء إلى روزنبورغ كلاعب صغير قبل موسم 2008 ، من نديلف. قبل موسم 2009 أصبح عضوًا في الفريق الأول. ظهر لأول مرة في روزنبورج في مباراة كأس ضد جيوفيك في ربيع 2009.
في 7 أغسطس 2011 ، سجل هدف روزنبورج الأول بيده في الفوز 3-1 على مولدي .
بعد ان لعب 24 مباراة وسجل هدفين لروزنبورغ في الدوري النرويجي الممتاز ، انتقل إلى بران في أغسطس 2012. وقد وجه وانجبيرج لبران كبديل عن لارس غرورود، الذي كان قد نقل إلى فردريكشتاد .

## الجوائز والالقاب
روزنبورغ BK
الدوري النرويجي الممتاز2009 و 2010

## روابط خارجية
- سيمين وانجبيرج على موقع اتحاد النرويج (النرويجية)
- سيمين وانجبيرج على موقع قاعدة بيانات كرة القدم.إي يو (الإنجليزية)
- سيمين وانجبيرج على موقع Soccerway.com (الإنجليزية)